# Andres Oper
Andres Oper   (Tallinn, 7 de novembre de 1977) és un exfutbolista estonià de la dècada de 2000.
Fou 134 cops internacional amb la selecció d'Estònia.
Pel que fa a clubs, defensà els colors de AaB, FC Torpedo Moscou, Roda JC, Shanghai Shenhua i ADO Den Haag.